# Carl Nordenfalk
Carl Nordenfalk (ur. 13 grudnia 1907 w Sztokholmie, zm. 13 czerwca 1992 tamże) – szwedzki historyk sztuki i wykładowca uniwersytecki. Dyrektor szwedzkiego Nationalmuseum od 1958 do 1968. Zajmował się badaniami nad późnoantycznymi iluminacjami, zwłaszcza związanymi z Kanonami Euzebiusza. Badał także życie i twórczość malarzy, w tym Vincenta van Gogha i Rembrandta.

## Publikacje
- Early Medieval Painting, from the Fourth to the Eleventh Century (1957) André Grabar, Carl Nordenfalk. Editions D’Art Albert Skira, Geneva – New York
- Romanesque Painting, from the Eleventh to the Thirteenth Century (1958) André Grabar, Carl Nordenfalk. Editions D’Art Albert Skira, Geneva – New York